# Parafia św. Mikołaja w Pogorzałej Wsi
Parafia św. Mikołaja w Pogorzałej Wsi – parafia rzymskokatolicka w diecezji elbląskiej. Erygowana w 1383 roku. Do parafii należą miejscowości: Kraśniewo, Pogorzała Wieś. Tereny te znajdują się w gminie Miłoradz i gminie Malbork, w powiecie malborskim, w województwie pomorskim.
Kościół w Pogorzałej Wsi został wybudowany w stylu gotyckim w 1340 roku. Posiada 1 wieżę, drewniany, drewniany hełm wieżowy, płaski, drewniany strop, ołtarz główny i ołtarze boczne z XVIII wieku. W 1604 roku kościół został rozbudowany, a w 1829 roku przebudowany.
W Kraśniewie znajduje się kaplica pw. Matki Bożej Częstochowskiej i świętej Marii Magdaleny, poświęcona 21 maja 1962 roku przez biskupa gdańskiego Edmunda Nowickiego. W 1985 rozpoczęto budowę nowej kaplicy w Kraśniewie, którą poświęcono 22 lipca 1991 roku.

## Proboszczowie parafii w XX wieku
- ks. Augustyn Kolessa (1900–1927)
- ks. Paweł Knitter (1933–1942)
- ks. Krause (1942–1943)
- ks. Bernard Grüning (1943–1945)
- ks. Leon Domsta (1945–1947)
- ks. Józef Skwiercz (1947–1957)
- ks. Jan Półchłopek (1958–1964)
- ks. Jerzy Zaremba (1964)
- ks. Romuald Pośpiech OSPPE (1964–1970)
- ks. Bronisław Chudy (1970–1991)
- ks. Zbigniew Gall (1991–2012)
- ks. Radosław Klein (2012–2018)
- ks. Piotr Sowiński (od 2018)